# Hercostomus bidentatus
Hercostomus bidentatus är en tvåvingeart som beskrevs av Zhang, Yang och Patrick Grootaert 2007. Hercostomus bidentatus ingår i släktet Hercostomus och familjen styltflugor. Inga underarter finns listade i Catalogue of Life.